# Andreas Mayer-Brennenstuhl
Andreas Mayer-Brennenstuhl (* 1957 in Heilbronn, Baden-Württemberg) ist ein deutscher Künstler, Kunstaktivist, Hochschullehrer, Kunsttherapeut und Autor.

## Leben
Andreas Mayer-Brennenstuhl wurde 1957 in Heilbronn, Baden-Württemberg, geboren. Er studierte an der Freien Kunstakademie Nürtingen und der Fachhochschule für Kunsttherapie Nürtingen sowie an der Staatlichen Akademie der Bildenden Künste Stuttgart. Seit 1985 zeigt Mayer-Brennenstuhl seine künstlerische Praxis in Ausstellungen sowie bei Aktionen und Interventionen im öffentlichen Raum. Seit 1991 war der Künstler auch als freiberuflicher Kunsttherapeut tätig. Im Jahr 2000 begann er seine Arbeit als Professor an der Hochschule für Kultur- und Mediengestaltung Schwäbisch Hall. Von 2010 bis 2012 war er Professor für Bildhauerei an der Fachhochschule Kunst Arnstadt. Seit 2017 lehrt er an der Akademie der Bildenden Künste München und der Sigmund Freud Privatuniversität Wien.

## Künstlerisches Wirken

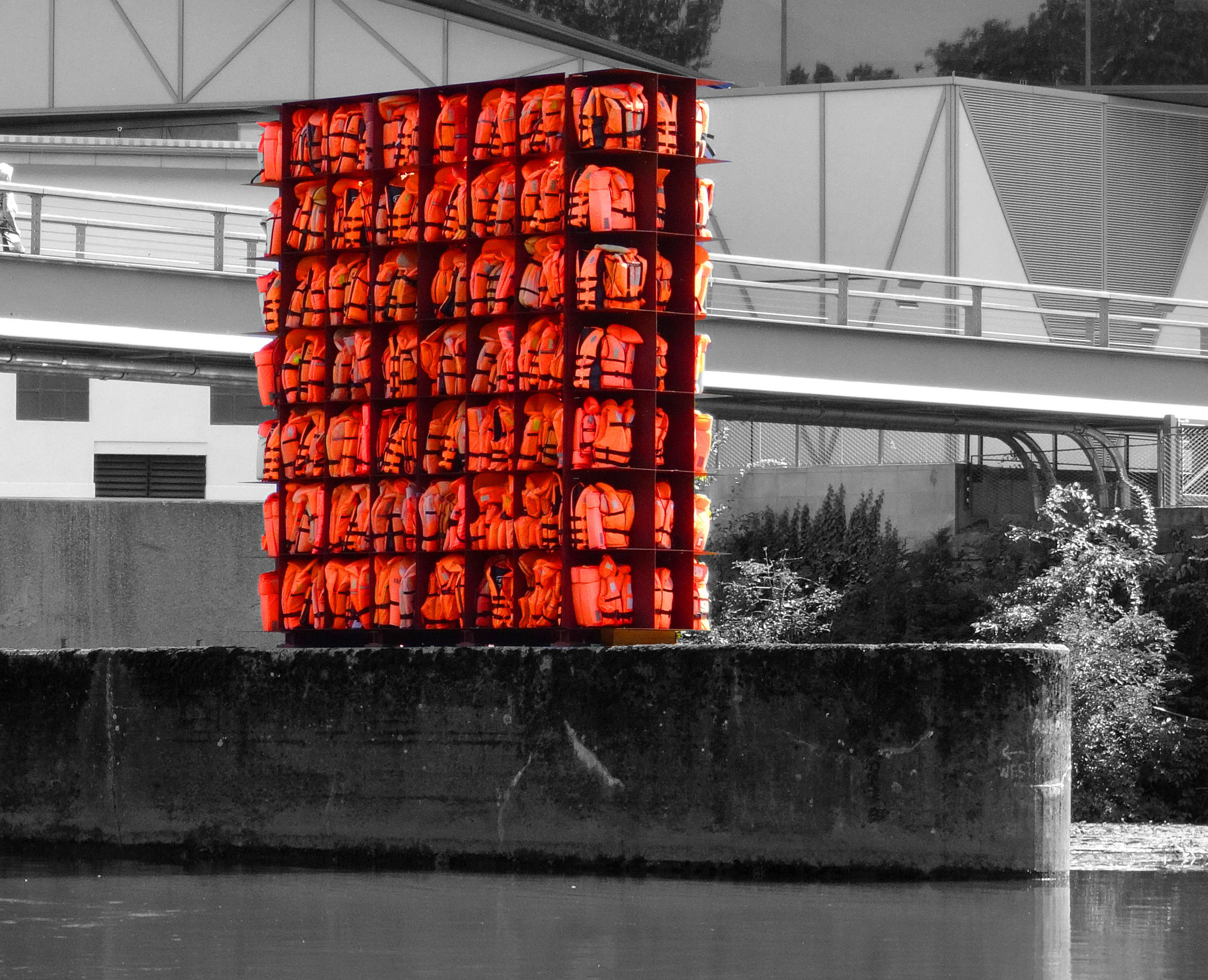
Andreas Mayer-Brennenstuhl – Bibliothek aus Schwimmwesten

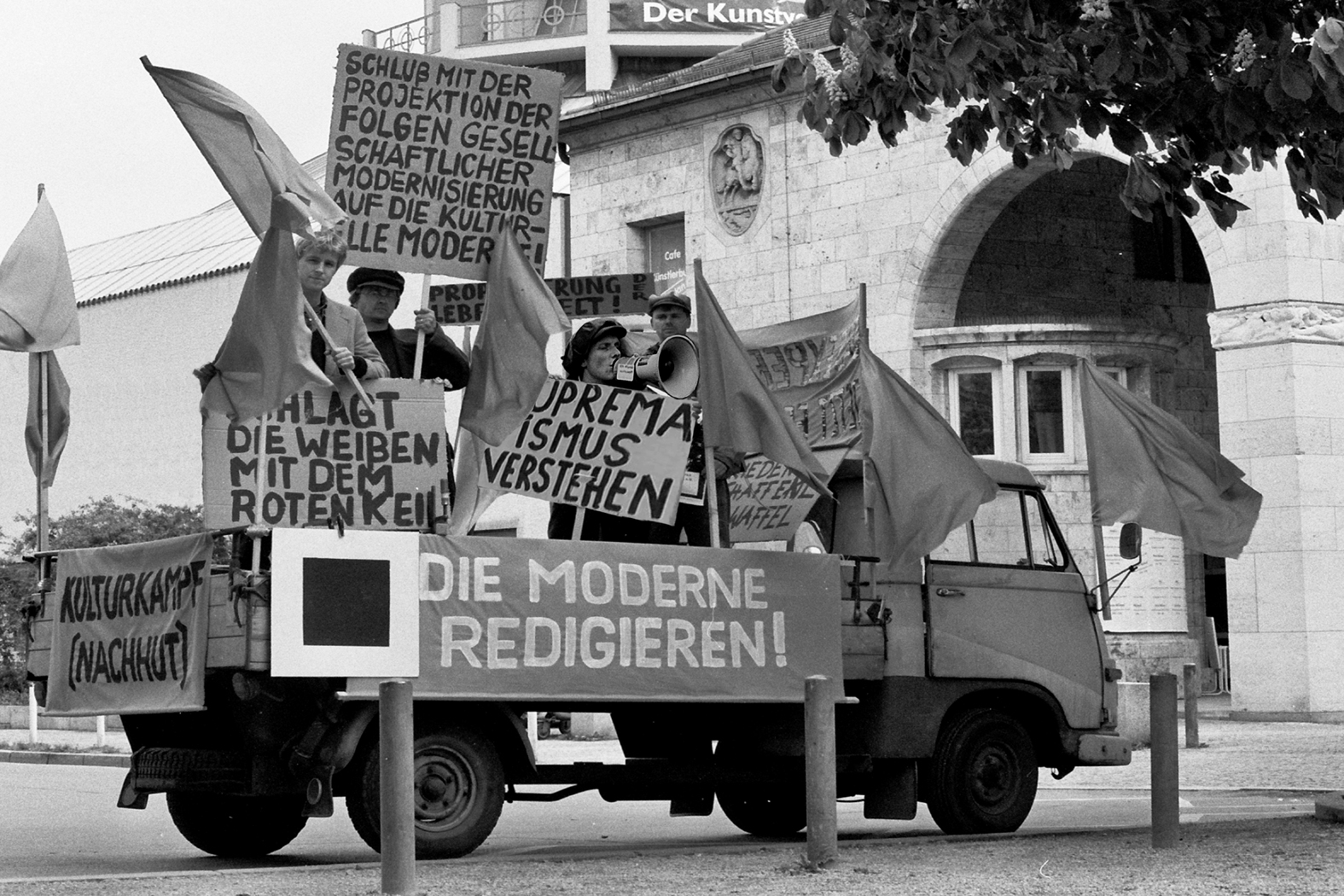
Revolutionärer Betriebsausflug

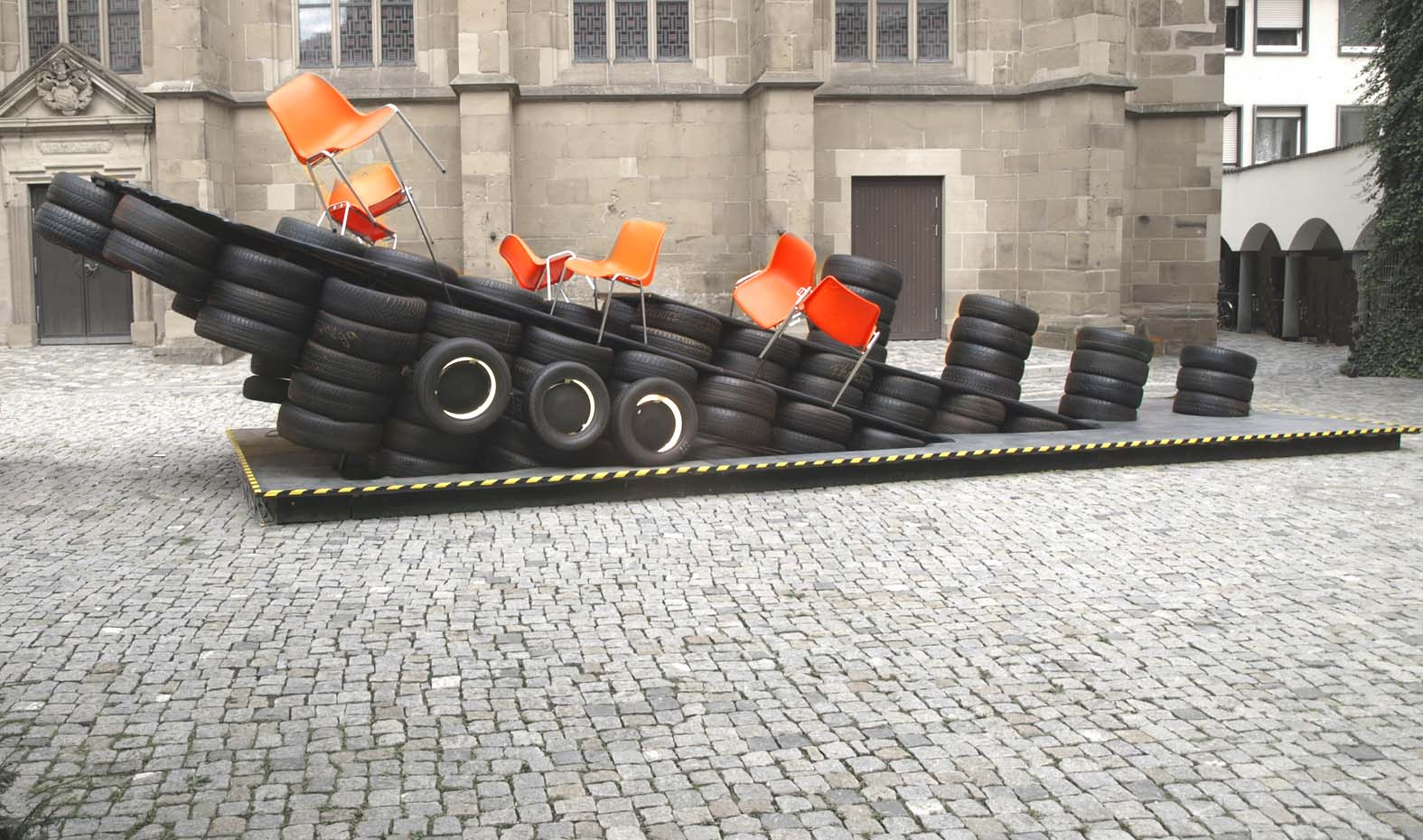
Andreas Mayer-Brennenstuhl – Titanic

Mayer-Brennenstuhl nutzt Installationen, Interventionen im öffentlichen Raum und partizipatorische Projekte als seine künstlerischen Mittel. Seine Kunstprojekte setzt er in einen gesellschaftlichen Kontext, u. a. durch die Partizipation verschiedener Menschengruppen, wie sozial Benachteiligte, Menschen mit Behinderung oder auch geflüchtete Menschen.
Im Jahr 2019 zeigte er auf der Bundesgartenschau in Heilbronn die Installation „Bibliothek der Akademie für Transformations-Kompetenz“. Diese zeigt 500 signalrote Schwimmwesten von Geflüchteten, aufgereiht wie Bücher in einem hohen stählernen Bücherregal, welches auf einer Mole im Neckar platziert war.
Seit 1986 zu Beginn seiner Karriere realisierte Mayer-Brennenstuhl vor allem ortsspezifische Installationen. Auch die „Christusfigur in einer Unterführung“ sowie die Aktion „Hinaus zum ersten revolutionären Betriebsausflug der Oberwelt e.V.-Belegschaft“ gehört zu diesen frühen Werken. Seit 2014 zeigt er eine transportable Installation, welche die Titanic symbolisiert, um auf die Problematik schwindender Eisflächen durch den Klimawandel aufmerksam zu machen.

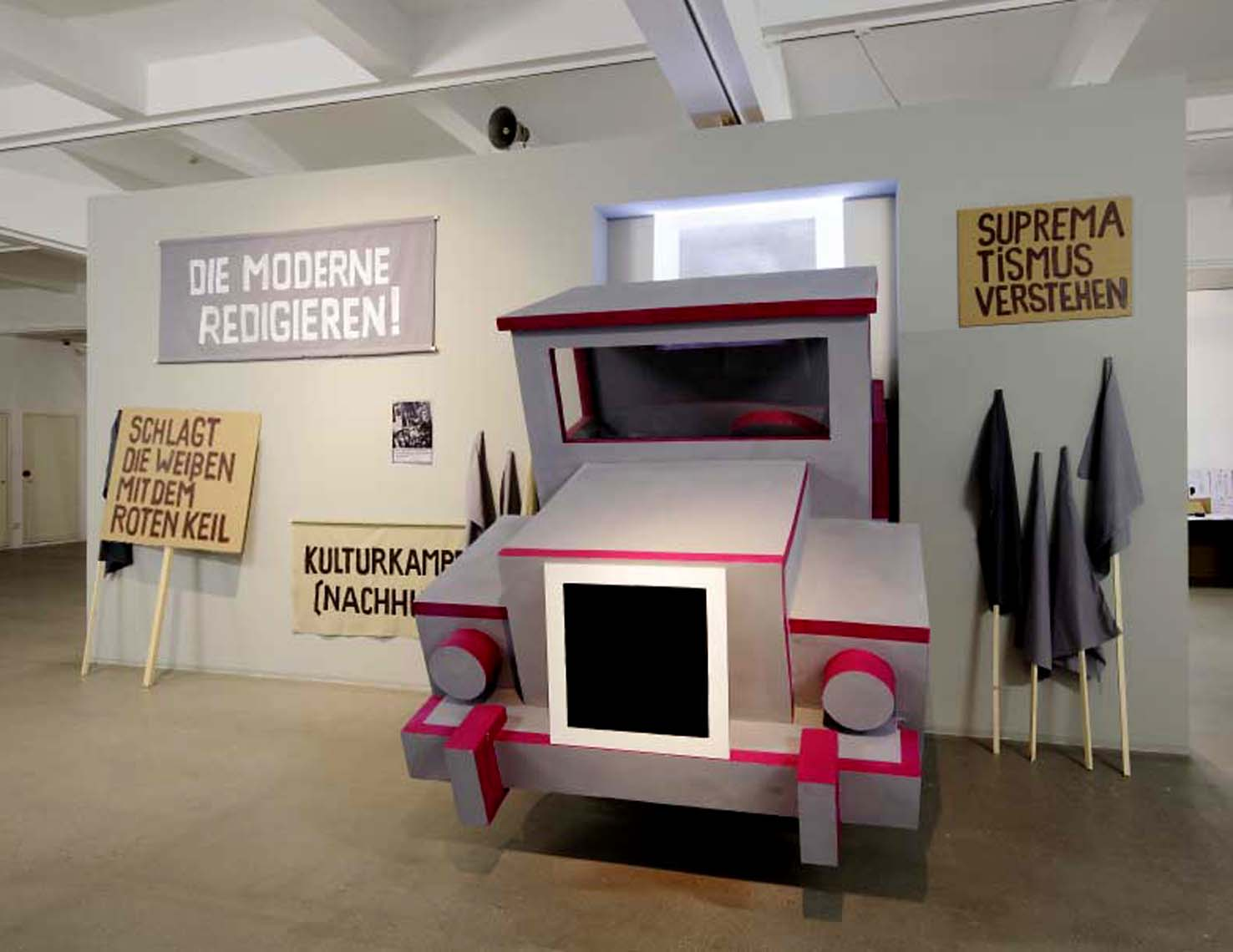
Moderne Redigieren, Rockbund Art Museum, Shanghai 2014

Im gleichen Jahr realisierte er in einer Gruppenausstellung eine Aktion im Rockbund Art Museum in Shanghai. Sein Beitrag „Rewrite modernity“ thematisierte den Wandel der kulturellen und politischen Identität Chinas.
Das größte Projekt von Mayer-Brennenstuhl ist der Aufbau des Brandenburger Tors in Öhringen im Jahr 2003. Dieses konzipierte er zusammen mit Studierenden der Hochschule für Gestaltung Schwäbisch Hall. Bei der Sanierung des Tors in Berlin kamen Verhüllungen zum Einsatz. Diese Verhüllungen wurden auf einem 20 Meter hohem und 30 Meter breitem Gerüst in Öhringen aufgebaut. Die temporäre Installation nahm Bezug auf ein klassizistisches Stadttor in Öhringen, welches durch das Brandenburger Tor inspiriert wurde.

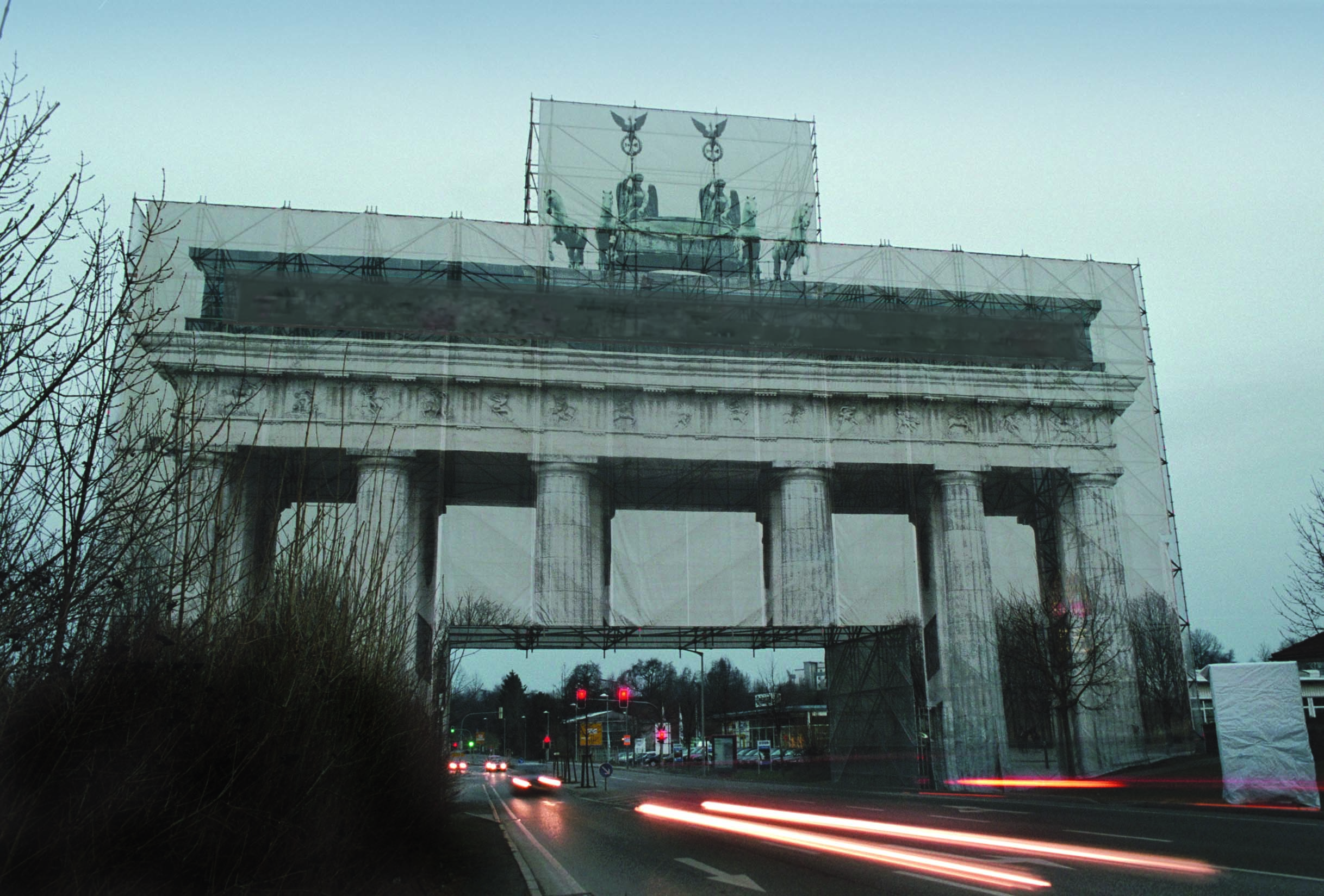
Brandenburger Tor in Öhringen

Exemplarisch für den kollaborativen und gesellschaftskritischen Ansatz von Andreas Mayer-Brennenstuhl ist das Projekt „Unser Pavillon“, das er 2011 mit der Künstlergruppe Stuttgarter Observatorium Urbaner Phänomene (SOUP) realisiert hat im Rahmen der Widerstands-Bewegung gegen das Bauprojekt Stuttgart 21. Es ist eine mobile Architektur, welche im Schlossgarten Stuttgart aufgebaut wurde und in der die Fragen „Wem gehört die Stadt?“ und „Was bedeutet Fortschritt?“ verhandelt wurden

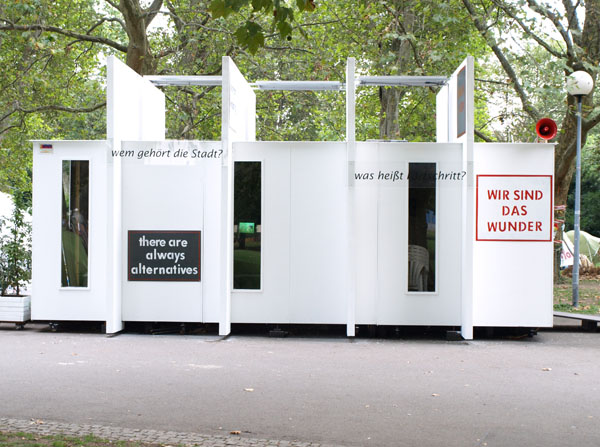
Unser Pavillon, Temporäre Architektur im besetzten Stuttgarter Schlossgarten

Seit 2017 war der Künstler mit dem Langzeit-Projekt „Camino Revolta“ unterwegs auf dem Jakobsweg durch ganz Europa, dabei thematisierte er die Frage nach Impulsen für eine reformierte europäische Union, welche er als „Neuropa“ bezeichnete.
Zudem hält der Künstler Workshops, Vorträge und Seminare und nimmt an Ausstellungen teil. Mit  Vorträgen, Fachartikeln und Buchveröffentlichungen beteiligt sich Andreas Mayer-Brennenstuhl auch an Diskursen über die gesellschaftliche Relevanz künstlerischer Praxis.

## Veröffentlichungen (Auswahl)
- Das Heil der Kunst. In: Baukus/Thies (Hrsg.): Aktuelle Tendenzen der Kunsttherapie. Stuttgart, Jena, New York 1993.
- Das Zeichnen bezeichnen, das Denken bedenken. Perspektiven aktuellen Kunstlernens. Freie Hochschule Metzingen 1996.
- Kunst und Therapie. Eine Einführung in Geschichte, Methode und Praxis der Kunsttherapie. Nürtingen 1999.
- Behinderte Kunst. In: Orientierung Fachzeitschrift für Behindertenhilfe, Schwäbisch Hall 2000.
- Autonom, Souverän, Neutralgrau, Stuttgart 2001, Ausstellungskatalog.
- Kohärenz und Kontingenz in Kunst und Kunsttherapie. Überlegungen aus künstlerischer und systemtheoretischer Perspektive. In: Kunstbasierte Zugänge zur Kunsttherapie. Nürtingen 2015.
- Pädagogische Intentionen des erweiterten Kunstbegriffes. In: Herausforderung ästhetischer Bildung,  Aisthesis Verlag, Bielefeld 2017, ISBN 978-3-8498-1241-6.
- Potentiale des Widerständigen der Kunst. In: Neue Bürgerbewegung – Neue Politik? Schmetterling Verlag, Stuttgart 2017, ISBN 978-3-89657-250-9.
- Kunst weiter denken. Das Potential der Kunst im Kontext gesellschaftlicher und personaler Transformationsprozesse. Berlin 2019, ISBN 978-3-7502-8473-9.
- Kunst im sozialen Kontext. Kulturelle Projektarbeit und partizipative Kunstprojekte. Berlin 2023, ISBN 978-3-7575-1161-6.

## Auszeichnungen
- 2019: „Ei der Heckschnärre“ verliehen von der SPD Nürtingen für gesellschaftspolitisches Engagement.[18]